# Hyaloperonospora cochleariae
Hyaloperonospora cochleariae (Gäum.) Göker, Riethm., Voglmayr, Weiss & Oberw. – gatunek grzybopodobnych lęgniowców z rodziny wroślikowatych. Grzyb mikroskopijny, pasożyt roślin z rodzajów warzucha (Cochlearia) i chrzan (Armoracia). Wywołuje u nich chorobę zwaną mączniakiem rzekomym. W Polsce notowany na chrzanie pospolitym (Armoracia rusticana).

## Systematyka i nazewnictwo
Pozycja w klasyfikacji według Index Fungorum: Hyaloperonospora, Peronosporaceae, Peronosporales, Peronosporidae, Peronosporea, Incertae sedis, Oomycota, Chromista.
Po raz pierwszy zdiagnozował go w 1923 r. Ernst Gäumann nadając mu nazwę Peronospora cochleariae. Obecną, uznaną przez Index Fungorum nazwę nadali mu Göker, Riethm., Voglmayr, Weiss i Oberw. w 2004 r.

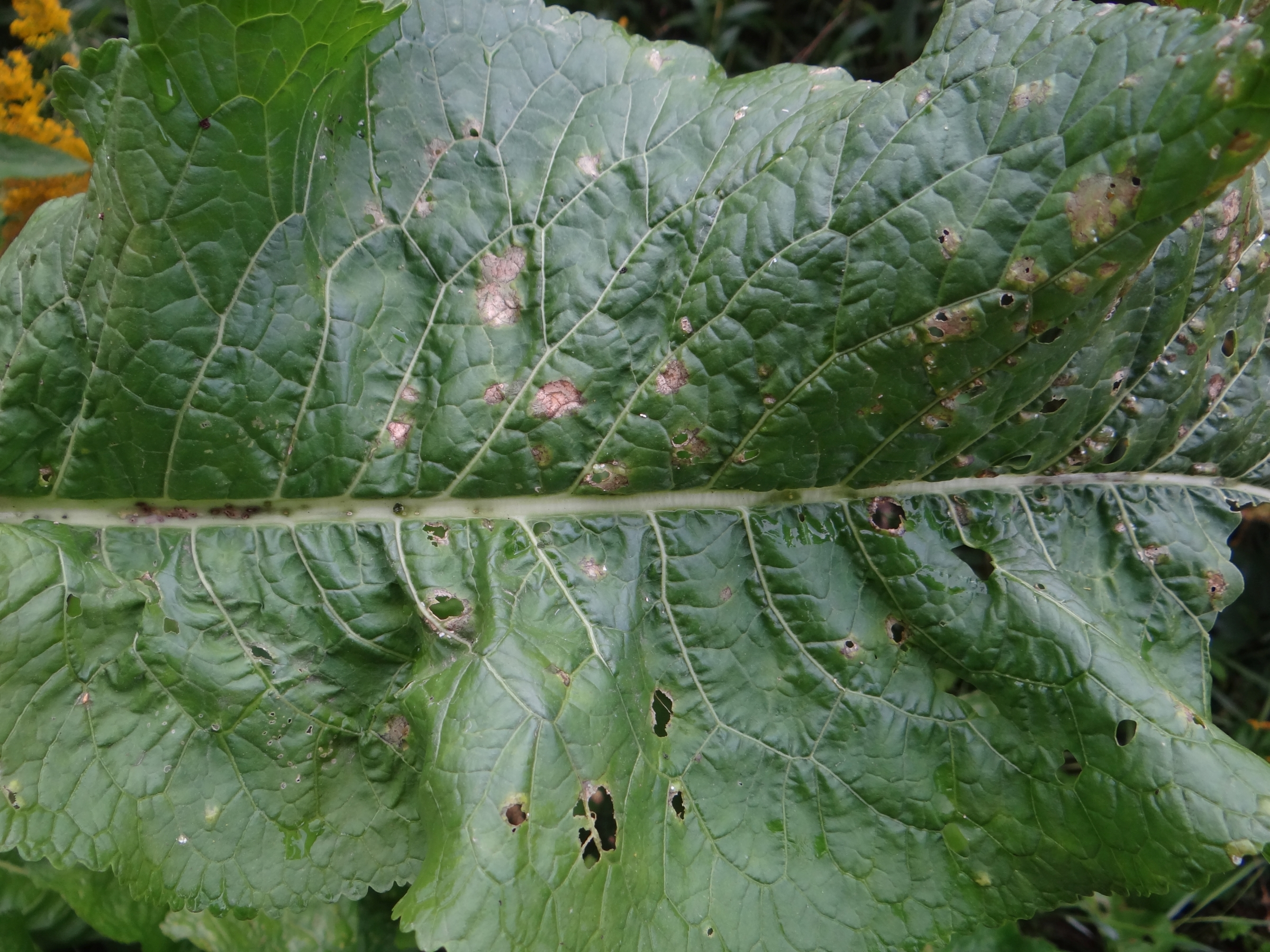
Porażony liść chrzanu

## Charakterystyka
Liście porażonych roślin ulegają niewielkim deformacjom, a na ich górnej stronie tworzą się plamki. Pod tymi plamkami na dolnej stronie liści pojawiają się białe naloty grzybni złożone z silnie rozgałęzionych konidioforów wytwarzających zarodniki konidialne. 
Endobiont, rozwijający się wewnątrz tkanek roślin. Tworzy pomiędzy ich komórkami hialinowe strzępki, z których wyrastają duże, płatowate ssawki wnikające do komórek, oraz silnie, dichotonomicznie rozgałęzione konidiofory wytwarzające zarodniki konidialne. 